# Вајлеа (Хаваји)
Вајлеа (енгл. Wailea) насељено је место за статистичке потребе у америчкој савезној држави Хаваји. По попису становништва из 2010. у њему је живело 5.938 становника.

## Демографија
Према попису становништва из 2010. у граду је живело 5.938 становника.
| Група             | 2000.  | 2010.         |
| Белци             | . (.%) | 4.439 (74,8%) |
| Афроамериканци    | . (.%) | 41 (0,7%)     |
| Азијати           | . (.%) | 523 (8,8%)    |
| Хиспаноамериканци | . (.%) | 409 (6,9%)    |
| Укупно            | .      | 5.938         |